# Arctia vidua
Arctia vidua är en fjärilsart som beskrevs av Nikolaus Poda von Neuhaus 1761. Arctia vidua ingår i släktet Arctia och familjen björnspinnare. Inga underarter finns listade i Catalogue of Life.